# 農業政策
農業政策（のうぎょうせいさく、英: agriculture policy）とは、農業に関した行政・政策のこと。農政（のうせい）とも呼ばれる。
かつての中国や日本では、勧農（かんのう）と呼ばれていた。これは儒教的な農本主義に基づくものであった。近代的な経済政策・社会政策としての農業政策が日本に登場するのは大正時代の頃と言われている。

## 目的
農業政策の目的として、食糧供給の安定、食糧増産、食糧価格の維持（低価格・高価格）、農家の保護、食料自給率の向上などが挙げられる。
どのような目的が最も重視されるかは国や時代にもよるが、一般的に経済の発展に応じて以下のように変化すると言われている。

### 低所得国
経済が未だ発展していない所得の低い社会では、機械化なども進んでおらず農業の生産性が低い一方で人口増加率は高く、十分な量の食糧生産が難しい傾向にある。加えて輸出できるものが少ないため外貨が獲得できず、国外からの食糧輸入も難しいため食糧供給に大きな不安がある。また国民も貧しいためエンゲル係数なども高く、生活費において食費が大きな割合を占めており、食糧不足や食糧価格の高騰が発生すると直ちに生活に困窮し、暴動や政治不安になる危険も大きい。例えば日本においても、かつては幾度も米騒動が発生している。
加えて、このような国家は工業化を目指すことが多く、企業のほか政府や政治家なども賃金の低さを武器に労働集約型の産業を発達させようとするため、農業よりも工業の方に資金・資源が多く配分され、かつ労働者の生活費を低く抑えることで低賃金を維持しようとする。
このような国家では、政府が主要な農産物を強制的に買い上げて都市部などの労働者に安く販売し、食糧価格を低く維持する政策や、農業部門に多く課税してその税を工業部門に補助金などとして投入する政策が採用されることとなる。

### 高所得国
経済が十分に発達して所得が高くなると、農業技術も高まり生産性が向上する一方で人口増加率は低下し、工業製品を輸出して外貨を得ることも出来るようになるため多くの食糧を輸入することも可能となる。このような社会では食糧供給量には不安が無く、また国民も豊かになっており生活費において食費（特に農産物それ自体。豊かな社会では食費の中でも流通、加工、その他サービスの占める割合が高くなる。例えば多種多様な品揃えや便利な冷凍食品、外食産業など。）が占める割合も低く、農産物価格が上がったところで以前ほど生活費全体には影響を与えない。また、工業も労働集約的なものから資本集約的・知識集約的なものとなっており、企業からしても低賃金の労働者は以前ほど求められない。
加えて、農業は大きく土地や気候条件に制約されており、また先進国から技術を導入するにしても地域に見合った改良・取捨選択が必要となるため、どうしても工業と比較すると技術革新・生産性向上の速度が遅い傾向にある。例えば、新しい自動車製造技術や高性能工作機械がアメリカで開発された場合、それらは日本においても利用可能であると考えられるが、新種の小麦栽培技術や農薬散布用航空機が開発されたところで、それらが日本においても栽培・利用可能かどうかは分からない。そのため都市部の工業等に従事する労働者と農村部の労働者の間で次第に経済格差が発生して行き、農村部の相対的貧困が問題となりやすい。
以上のような理由により、工業部門などからの抵抗も少なく、環境への配慮もあって、工業部門よりも農業部門・農家の保護が指向されることとなる。
このような国家では、農産物の買い上げや輸入の制限、生産量の調整（減反政策など）を行うことで食糧価格を高く維持する政策や、農地の固定資産税などの税負担を低減したり非農業部門で得た税収を補助金などとして農業部門に投入する政策がとられることとなる。
中でも関税や輸入数量の制限による国内農産物価格の高値維持は、国際価格よりも高価な食品を買わざるを得ないという形の保護であり消費者を犠牲にして農家の保護を図るものであると言えるが、財政支出による補助金の交付などよりもその負担が国民などから見え難いため取り入れられやすく、ほとんどの先進国ではこのような措置がとられている。

## 日本の農業政策
江戸時代には、納税者である農民の確保のため農地の売買は幕府によって禁止されたが、質流れなどの形で零細農民の没落、富裕な農民の農地の集積が進行した。
大正時代には、農林水産省は当時の実情であった寄生地主制の進行と農民の離村・都市労働者化を食い止めるために「小農主義」「自作農主義」を掲げて、農産物の価格安定策として米穀法（1921年）・米穀統制法（1933年）・食糧管理法（1942年）などを制定した。これは戦時体制に向けた食糧生産の確保の面からも重視されていた。更に最終的には農地改革によって寄生地主制を解体することも視野に入れていた。だが、実際には当時の帝国議会は地主層議員が多数を占めていたために構想のみに止まり、第2次世界大戦の敗戦による占領下で実現されることとなった。農地改革と農業協同組合の結成によって農村の民主化と生産性向上への道が開かれることとなり、更に1961年には農業基本法が制定されたが、米余りによる生産調整、外国からの輸入自由化圧力、高度経済成長による商工業との所得格差の増大による人口の都市流出、後継者不足などの多くの問題を抱えるに至った。そこで平成時代に入ると農政の転換が図られて、1999年には食料・農業・農村基本法が制定されることになった。

## 学者の見解
中野剛志は農業は農家が単に食糧を供給し、消費者がそれを買って腹を満たすだけの存在ではないとしている。農業は環境保護や田園の景観を含めて、自然環境や地域性と密接に関っており、そこにはお金では交換できない価値があり、それを全部無視してお金で取引すると、今まで地域で大事にしてきたナショナル・キャピタル(国民の中で蓄積されている有形無形の資本)が壊れてしまうとしている。